# УАЗ-3303
УАЗ-3303 — советский и российский малотоннажный грузовой автомобиль повышенной проходимости, производящийся на Ульяновском автомобильном заводе. В настоящее время выпускаются модификации УАЗ-330365 и УАЗ-330945 с двигателем ЗМЗ-40911.10 (Евро-5).
В 1965–1985 годах назывался УАЗ-452Д. Кабина — цельнометаллическая, двухместная, с двумя боковыми одностворчатыми дверями и съёмной крышкой капота двигателя. Различные модификации автомобиля могли иметь как деревянную, так и металлическую платформы (в настоящее время только металлическая 3-бортовая тентованная).

## История
Был разработан на смену соответствующим моделям предыдущих семейств грузовых автомобилей — УАЗ-450Д и УАЗ-451ДМ. 
В мае 1966 года автомобиль был удостоен золотой медали ВДНХ. 
В 1976 году Государственный комитет стандартов при Совете Министров СССР выдал свидетельство № 28306 на присвоение автомобилю УАЗ-452 Д государственного Знак Качества.
Предлагался на экспорт в страны Западной Европы компанией Scaldia под названием Volga-UAZ.

## Модификации
Модель 3303 часто служила базой для мелкосерийных модификаций (в ПТС стоял индекс 3303 с пометкой легковые прочие). Так мелкосерийно выпускались модели для перевозки молока, коммунальные машины, а также с кузовом 452Д «буханка» на шинах низкого давления.
В 1985–2017 гг. автомобиль оснащали двигателями УМЗ-414, УМЗ-4178, УМЗ-4179, УМЗ-4218, УМЗ-4213, ЗМЗ-4021, ЗМЗ-4104, ЗМЗ-409 и ЗМЗ-4091.10.
- УАЗ-39095 — грузовой автомобиль, с вставкой шириной 340 мм между дверями и задней стенкой, и колесной базой растянутой на 230 мм.[5] Производство модификации осуществлялось в 1996–2002 гг.

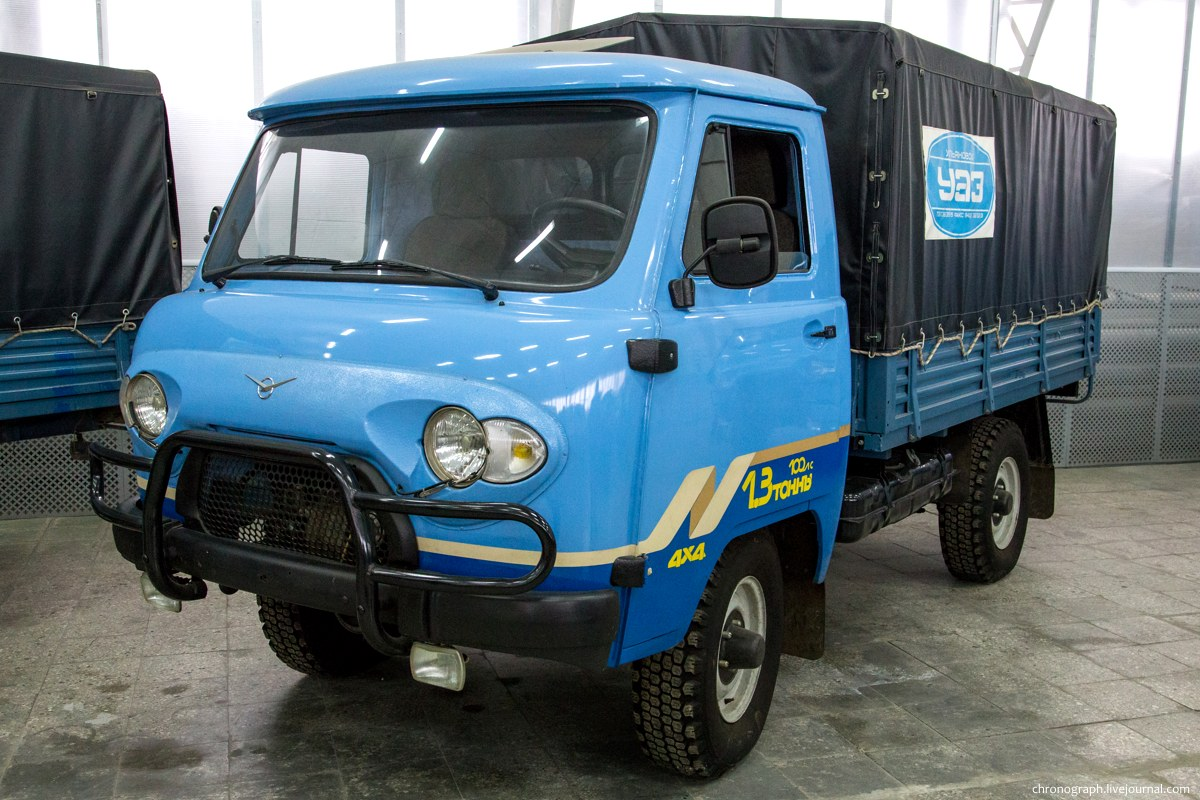
УАЗ-33036 с фейслифтингом в музее автозавода

Актуальные модификации семейства УАЗ СГР на 2021 год:
УАЗ 330362 — грузовик с удлинённой колесной базой на 250 мм  и опущенной грузовой платформой на 100 мм. На основе модели УАЗ-330362 создана похожая модель «Термос» 2746 ,отличия их в с изотермическом фургоне . На автомобили устанавливаются несколько вариантов разных двигателей, производства Ульяновского моторного завода и Заволжского моторного завода.
- УАЗ-330365 — модификация с увеличенной до 2,55 м колёсной базой, металлической или деревянной платформой грузоподъёмностью 1225 кг, с 2018 года выпускается как базовая с двигателем ЗМЗ-40911.10 5-го экологического класса.
- УАЗ-330945 «Фермер»  — грузовой автомобиль удлинённой до 2,55 м колёсной базой, 5-местной кабиной и бортовой платформой грузоподъёмностью до 1025 кг с двумя откидными 2-местными скамейками. Двигатель – ЗМЗ-40911.10 5-го экологического класса.

## Основные характеристики автомобиля (с двигателем УМЗ-417)
Двигатель:
Модификация УМЗ-417; бензиновый, рядный, 4-цил., 92×92 мм, 2,445 л, степень сжатия 7,0, порядок работы 1-2-4-3, мощность кВт (76л. с.) при 4000 об/мин, крутящий момент 171,6 Н-м (17,5 кгс-м) при 2200—2500 об/мин, карбюратор К-126ГУ или К151В, воздушный фильтр инерционно-масляный (до 1993 года) или сухой.
Трансмиссия:
Сцепление — однодисковое, привод выключения — гидравлический. Коробка передач — 4-ступ., передат. числа: I-3,78; II-2,60; III-1,55; IV-1,0; З. Х.-4,1 2. Синхронизаторы на всех передачах переднего хода (до второй половины 1980-х годов синхронизаторы только на 3 и 4 передачах и иные передаточные отношения). Раздаточная коробка — 2-ступ передат. числа: I-1,94; II-1,00. Два карданных вала к ведущим мостам, промежуточный вал между коробкой передач и раздаточной коробкой отсутствует. Главная передача переднего и заднего мостов — одинарная, коническая со спиральными зубьями, передаточное число 4,625 (до 1991 года отношение 5,125).
Колёса и шины:
Колёса — дисковые, ободья 6L-15, крепление на 5 шпильках. Шины 8,40-15 мод. Я-245, НС-6, рисунок протектора — универсальный, давление в шинах передних и задних колёс 2,2 кгс/см², число колёс 4+1. Сейчас ставятся колёса с 16-дюймовыми дисками
Подвеска:
Зависимая передняя и задняя, на полуэллиптических рессорах, по два амортизатора на каждом мосту.
Тормоза:
Рабочая тормозная система — двухконтурная, с гидравлическим приводом и вакуумным усилителем (до 1994 года без вакуумного усилителя), с барабанными механизмами (диаметр 280 мм, ширина колодок 50 мм). Стояночный тормоз — трансмиссионный, барабанный, с механическим приводом.
Рулевое управление:
Рулевой механизм — глобоидальный червяк и двухгребневый ролик, передат. число 20,3. Люфт рулевого колеса до 100.
Электрооборудование:
Напряжение 12 В, аккумуляторная батарея 6СТ-60ЭМ, генератор Г250-П2 с регулятором напряжения РР132-А, стартёр 42.3708, распределитель 33.3706, транзисторный коммутатор 13.3734, катушка зажигания Б116, свечи А11. На поздние модификации ставились другие генераторы.
Заправочные объёмы и рекомендуемые эксплуатационные материалы:
Топливные баки — 56 и 30 л, бензин А-76 (часть машин имела 2 бака по 56 л);
система охлаждения — 13,4 л, вода или охлаждающая жидкость;
система смазки — 5,8 л, всесезонно М-8В1, зимой М-6/10В;
картер рулевого механизма — 0,25 л, ТСп-15К, ТАП-15В;
раздаточная коробка — 0,70 л, ТСп-15К, ТАП-15В;
картер ведущего моста 2×0,85 л, ТСп-15К, ТАП-15В;
гидропривод тормозов и сцепления — 0,70 л, тормозная жидкость «Томь»;
амортизаторы — 4×0,32 л, масло веретённое, АУ;
бачок омывателя ветрового стекла — 2,0 л, жидкость НИИСС-4 в смеси с водой
кпп — 1л
Масса агрегатов (в кг):
Двигатель с оборудованием и сцеплением — 166;
коробка передач — 34;
раздаточная коробка — 37;
карданные валы — 15;
передний мост — 133;
задний мост — 101;
кузов — 768;
колесо в сборе с шиной — 37;
радиатор — 10.